# 克里斯蒂安·沃恩斯
克里斯蒂安·禾恩斯（德語：Christian Wörns，1972年5月10日—）在西德曼海姆出生，是一名德國足球員，司職後衛，他在1999年加盟德甲的多蒙特，他同時是該隊的隊長，於2007/08年結束後約滿離隊。

## 職業生涯
禾恩斯早在17歲3個月又30日時已經替Waldhof Mannheim上陣，是第四年輕的球員首發上陣。次年，他加盟德甲的利華古遜，當時才廿歲出頭，已能與路禾尼等後衛合作無間。可是在這段期間，一直都未贏得德甲聯賽冠軍。
1998年，他轉戰法甲的巴黎聖日耳門，但未能踢出水準，一年後便回流德甲，轉至效力多蒙特。2002年贏得了職業生涯首個德甲聯賽冠軍，也是職業生涯唯一。
2008年約滿多蒙特後遭多蒙特放棄，此後正式退役。

## 國家隊生涯
禾恩斯雖然代表德國出戰六十多場比賽，惟未入一球。其最為人熟悉者，莫過於1998年世界盃因為犯規被罰離場，導致國家隊於八強出局。2005年與剛上任教練的奇連士文不和，此後退出國家隊。

## 個人榮譽
- 德國甲組足球聯賽冠軍 2002年
- 德國盃 1993年

## 外部連結
- 利華古遜官方網站 （页面存档备份，存于）